# ژاروسین
ژاروسین (به لاتین: Jarocin) یک شهر و گمینا در لهستان است که در گمینا یاروچین (استان لهستان بزرگ‌تر) واقع شده‌است. ژاروسین ۱۴٫۴۴ کیلومتر مربع مساحت و ۲۵٬۸۳۴ نفر جمعیت دارد.

## خواهرخوانده
شهرهای هاتوان، Libercourt، فلدهوفن، اشلوشترن، اولکساندریا و قورقودالی خواهرخوانده‌های ژاروسین هستند.